# Сабо, Река
Река София Лазэр (рум. Reka Zsofia Lazăr, род.11 марта 1967), в замужестве взявшая фамилию Сабо (венг. Szabo) — румынская фехтовальщица-рапиристка, венгерка по национальности, чемпионка мира и Европы, призёр Олимпийских игр. Жена Вилмоша Сабо и мать Матьяша Сабо.

## Биография
Родилась в 1967 году в Брашове. Когда ей было 7 лет, то её старший брат занялся фехтованием, но её отец воспротивился, сказав, что в этом случае не с кем будет оставлять девочку дома, и тогда тренер предложил, чтобы брат брал её с собой на тренировки. Наблюдая за тренировками брата, Река тоже заинтересовалась фехтованием, и уже в 12 лет впервые стала чемпионкой Румынии. В 1983 году она вошла в национальную сборную, и в том же году приняла участие в Кубке мира среди юниоров. В 1985 году она стала серебряной медалисткой первенства мира среди юниоров, а в 1986 году стала чемпионкой мира среди юниоров.
В 1988 году приняла участие в Олимпийских играх в Сеуле, но наград не завоевала. В 1989 году вышла замуж за Вилмоша Сабо, и с тех пор стала выступать под именем «Река Сабо». В 1992 году приняла участие в Олимпийских играх в Барселоне, где завоевала бронзовую медаль в составе команды. В 1993 году Река переехала с мужем в Германию, но на международной арене продолжала выступать за Румынию — в частности, в 1996 году на Олимпийских играх в Атланте она стала обладательницей серебряной медали в составе команды. В 2000 году приняла участие в Олимпийских играх в Синее, но там заняла лишь 8-е место, и когда в 2004 году не смогла пройти квалификацию на Олимпийские игры в Афинах — приняла решение о завершении спортивной карьеры.